# 누마타정 (히로시마현)
누마타정(일본어: 沼田町)은 일본 히로시마현 아사군에 존재했던 정이며, 서쪽 끝에 위치했다.
1971년 4월 1일에 히로시마시에 편입되어 소멸되었다, 이 합병은 히로시마시가 정령지정도시 승격을 목표로 추진한 주변 정촌과의 합병의 첫 번째였다.